# Catameces
Catameces là một chi bướm đêm thuộc họ Gelechiidae.